# Parafia Narodzenia Najświętszej Maryi Panny w Płokach
Parafia Narodzenia Najświętszej Maryi Panny w Płokach – parafia rzymskokatolicka należąca do dekanatu Trzebinia archidiecezji krakowskiej.
Do parafii nalaży około 1600 wiernych.

## Historia
Parafia w Płokach została założona przez Jakuba Ligęzę 8 października 1314 roku. Początkowo, stał tam kościół drewniany. W latach 1325–1327 wspomniano parafię w rachunku świętopietrza. Za Jana Długosza stoi już murowany kościół. W czasie reformacji parafia w Płokach nie uległa nowemu ruchowi. W 1748 roku wizytował parafię biskup Michał Ignacy Kunicki. Wiadomo z niej, że do kościoła prowadzą schody o 70 stopniach oraz że mieściło się w nim do 300 parafian. Obok kościoła stała dzwonnica z trzema dzwonami. 9 czerwca 1793 roku w pożarze spłonęły kościół i plebania, a wraz z nimi księgi parafialne. W latach 1811–1813 zbudowano trzeci kościół. W środku znajdowały się trzy ołtarze. Kościół i plebanie rozbudowywano i remontowano przez cały XIX wiek. W 1854 roku w czasie pożaru ucierpiała stajnia i spichlerz plebana. W 1856 roku zamontowano w kościele dziesięciogłosowe organy. Obecny kościół wybudowano w latach 1949–1951, nawiązuje on wyglądem do poprzednich świątyń. Budowla jest otoczona murem, jego fragmenty pochodzą z XVI, XVII, XVIII i XIX wieku. Brama pochodzi z końca XIX wieku. W sanktuarium znajduje się cudowny obraz Matki Boskiej zwanej Płocką. Obraz powstał w XV wieku w oparciu o bizantyjski typ ikonograficzny Hodigłtrii. Namalowano go na desce pokrytej płótnem, autor nie jest znany. Obraz jest jednym ze starszych obrazów Matki Boskiej w Polsce. Dzięki cudownemu obrazowi Płoki stały się miejscem pielgrzymek. Masowy ruch pielgrzymkowy notuje się od początku XIX wieku.

## Zabytki
- Chrzcielnica klasycystyczna
- Kropielnica kamienna o charakterze ludowego baroku
- Posążek Chrystusa
- Zmartwychwstałego gotycki z początku XVI wieku
- Epitafia marmurowe: Jana Chełmickiego 1703, Anny z Dębińskich Karwowskiej
- Monstrancja rokokowa 1761
- Dwa ornaty haftowane z XVIII wieku